# Nicetas z Tesaloniki
Nicetas z Tesaloniki (zm. ok. 1145) – arcybiskup Tesaloniki, teolog bizantyński.

## Życie
Nicetas pochodził z Maronei w Tracji. Początkowo był archidiakonem i chartofylaksem świątyni Hagia Sophia w Konstantynopolu. Z czasem został arcybiskupem Tesaloniki. Zmarł ok. 1145 roku.

## Twórczość
Będąc zwolennikiem pojednania Kościołów Wschodniego i Zachodniego, napisał zgodnie z dążeniami cesarza Manuela I Komnena swe główne dzieło teologiczne Sześć dialogów. W pierwszym z nich omówił kwestię pochodzenia Ducha Świętego, zajmując stanowisko Kościoła łacińskiego. W dwu następnych opisał greckie zwyczaje religijne, ukazując jednocześnie odmienności liturgii łacińskiej. W czwartym porównał rzymską formułę ex Patre Filioque z grecką, pochodzącą od Jana z Damaszku diá tu hylú. Dialog szósty opisywał zwyczaje religijne łacinników. Ostatni zawierał wypowiedzi Ojców Kościoła. Szukając drogi porozumienia między obu Kościołami Nicetas stał się wzorem dla swoich następców, Nicefora Blemmydesa i Jana Bekkosa.
Nicetas opracował też Komentarz do Hymnów Jana z Damaszku i Zbiór 11 anatematyzmatów dotyczący błędnych nauk Jana Italosa.